# Fujita Yoshio

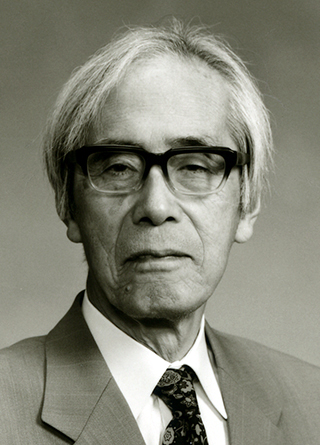
Yoshio Fujita

Fujita Yoshio (japanisch 藤田 良雄; geb. 28. September 1908 in Fukui (Präfektur Fukui); gest. 9. Januar 2013) war ein japanischer Astronom.

## Leben und Werk
Fujita Yoshio machte 1931 seinen Studienabschluss an der Universität Tōkyō im Fach Astronomie. 1937 wurde er Assistenzprofessor und 1951 Professor an seiner Alma Mater. Er wirkte dort bis 1969 und wurde als „Meiyo Kyōju“ verabschiedet.
Fujita beschäftigte sich vor allem mit der spektroskopischen Untersuchung von Tieftemperatur-Sternen.
1955 erhielt er den Ehrenpreis (恩賜賞, Onshi-shō) der Akademie der Wissenschaften. 1961 wurde er Vorsitzender der „Japanischen Gesellschaft für Astronomie“ (日本天文学会). 1984 wurde er Ehrenmitglied der „Amerikanischen Gesellschaft für Astronomie“, 1986 lebenslängliches Mitglied der „Britischen Gesellschaft für Astronomie“. Von 1994 bis 2000 war er Präsident der Akademie der Wissenschaften.
1993 wurde der Asteroid (5352) Fujita nach ihm benannt. 1996 wurde Fujita als Person mit besonderen kulturellen Verdiensten geehrt.
Zu den Schriften Fujitas, der fast 105 Jahre alt wurde, gehört „Ein halbes Jahrhundert zusammen mit den Sternen“ (星とともに半世紀, Hoshi to tomoni hanseki).